# كلارا كامبوامور
كلارا كامبوآمور رودريغيز  (بالإسبانية: Clara Campoamor)‏ ‏ (12 فبراير 1888 مدريد - 30 أبريل 1972 لوزان) سياسية إسبانية، عرفت بدفاعها عن حقوق المرأة وترويجها لمنح المرأة حق التصويت في إسبانيا، والذي تحقق في عام 1931، ومورست لأول مرة من قبل النساء في انتخابات 1933. توجب عليها الفرار من إسبانيا بسبب الحرب الأهلية. توفيت في المنفى في سويسرا.

## السيرة الذاتية
وهي سياسيه إسبانيه، مدافعه عن حقوق المرأة والمروج الرئيسي لمنح المرأة حق التصويت الذي تحقق عام 1931 وانتخبت للمرة الأولي في انتخابات عام 1933.وهربت إلي إسبانيا خلال الحرب الأهلية وتوفيت في منفاها في سويسرا.
ولدت كلارا كامبو اّمور، أبنه لماريا رودريجيس مارتينيس التي كانت تعمل خياطه ومانويل كامبوآمبور محاسب في إحدى الصحف.
وجاءت عائله الأب من كانتابريل واستورياس والأم من مدريد وطليطله. وكان للزوجين طفلين من بينهم أجناسيو الذي وصل إلي مناصب سياسيه مشرفه خلال الجمهورية الثانية
لقد أدي وفاه والدها في عام 1898، وهي في العاشره من عمرها، إلي تركها دراستها من أجل المساعدة في الشئون الماليه للأسره حيث عملت خياطه وبائعه.
وفي معارضات يونيو 1909 نالت وظيفه في هيئه البريد التابعه لوزاره الداخليه مع جهات متعاقبه في سرقسطه وسيباستان.
وفي عام 1914، فازت بالمركز الأول في المعارضة، وحصلت علي مكان في وزاره التربية والتعليم والذي سمح لها بالعودة الي مدريد حيث تم تعينيها معلما خاصا للأختزال والكتابة في مدارس البالغين /الكبار
وخلال السنوات التاليه تناوبت هذا العمل مع مترجمه من الفرنسية، طابع مساعد في قسم الأنشاءات المدنيه للوزارة ووزيره سلفادور كانوفاس، مدير صحيفه المحافظة، وهذا الامر دافعها للأهتمام بالسيايه ونشر المقال.
في عام 1920 بدأت كلارا دراسه البكالورريوس وحصلت علي القب في عام 1923 والتحقت بعد ذلك بكليه الحقوق حيث تخرجت في 19 من ديسمبر عام 1924 وفي الوقت نفسه كانت قد شاركت في بعض الجمعيات وإعطاء عده محاضرات وفي السادس والثلاثين من عمرها أصبحت واحده من عدد قليل من المحاميين الإسبان وبدأت بممارسه مهنتها
وأستنتجت بعض المصادر أن أفكارها التي تناولت مساواه المرأة تعود إلي قربها وتأيديها للحزب الأشتراكي وفي تلك الفترة كتبت مقدمه كتاب النسويه (المساواة بين الرجل والمرأة) لماريا كاميرلس والذي كان مكرسا لبابلو إيجليسيس، ولكن لاتأتي أبدا للأنضمام للحزب ولا تقبل التعاون مع الأشتراكيين وديكتاتوريه ميجال بريمو وانتمت في عام 1929 للجنه المنظمة للتجمع الليبرالي الأشتراكي الذي أختفي بعد ذلك بوقت قصير.
وتعد كلارا وماتيلدي جمهوريين وأعداء النظام الديكتاتوري لبريمو ريبيرا حيث أقترحوا دون جدوي أن الفريق سيكون غير مراقب من قبل الديكتاتوريه.
حافظت كلارا اّمور علي نشاط كبير كعضو في جمعيه المرأة وفي أكادميه الفقه مدافعه دائما عن مطالبه دائما بحقوق المرأة والحرية السياسيه كما عملت أيضا مع مارتي صديق منويلبعد تمرد أنجيل جارسيا وفيرممين جالان، ومحاكمه اللجنة الثوريه تولت كلارا الدفاع عن بعض المتهمين ومن بينهم أخيها إجناسيو.

## تصويت المرأة
وعند أعلان الجمهورية الثانية، أختيرت كلارا عام 1931 نائبه (كان من حق النساء أن يكونوا منتخبين لكن لم يسمح لهم بالانتخاب) من قبل الحزب الراديكالي الذي أنضم بعد أعلانها الأيدويوجيه الساسيه الخاصة بها وهي أنها ثوريه لبراليه وعلمانيه وديمقراطيه.
شكلت كلارا جزء من اللجنة الدستوريه الجديده التي تتألف من 21 نائبا.في تللك الهيئة كانت تحارب جاهد من أجل تحقيق عدم التمييز وفقا للحنس وفي حاله الزواج والطلاق والأقتراع العام.
حصلت علي كل شئ فيما عدا ماتعلق بتصويت المرأة الذي كان لابد من مناقشته في كورتس في أسبانيا.
وفي ذلك الوقت كان اليسريين يرفضون إعطاء المرأة حق التصويت فيما عدا مجموعه من الأشتراكيين وبعض الجمهوريين حيث يرون أنها متأثره بالكنيسة وسوف تقوم بالتصويت من أجل اليمنيين لذي واجه الحزب الراديكالي كلارا ونائبه اخري لرفضهم فكره عدم منح المرأة حق التصويت.
ويعد النقاش النهائي الذي حدث في الأول من أكتوبر حدثا هاما حيث كان النصر حليف كلارا حيث تم أعتماد المادة 36 التي مكنت المرأة من التصويت وحصلت علي 161 مؤيدا و121 معارضا، وكان ذلك الدعم يمثل الحزب الأشتراكي حيث ان تقريبا جميع الأعضاء من اليسار الجمهوري في كتالونيا ومجموعات صغيره مثل رابطه الدفاع الجمهوري
لم تستطع كلارا وفيكتوريا تجديد مقاعهم في أنتخابات 1933وفي عام 1934 تركت كلارا الحزب الرديكالي في مقابل الخضوع ل CEDA وتجاوزات قمع التمرد الثوري في استورياس وخلال ذلك العام حاولت الأنمام لليسار الجمهوري ولكن رفض قبولها فكتبت ونشرت في مايو 1935 عمل بعنوان بلدي خطيئه مميته

## نفي كلارا كامبواّمور
نفيت كلارا عند أندلاع الحرب الأهلية في عام 1937 ونشرت في باريس ان الثورة الإسبانيه حركه من أجل الجمهورية حيث روت تجربتها في مدريد وأعربت عن نقدها للجمهوريين المعاصرين.عاشت عشره سنوات في بوينوس ايريس في إطار الترجمة وإلقاء المحاضرات وكتابه السيرة الذاتيه. وحاولت الرجوع إلي أسبانيا في عام 1940 ولكنها علمت ان تم الحكم عليها نتيجه لانتمائها للمحفل الماسوني.
وفي عام 1955 أنتقلت إلي سويسرا حيث كانت تعمل في مكتب محاماه حتي فقدت.بصرها وفارقت الحياه عام 1972 بعد صراع مع مرض السرطان.

## تقديرا لأعمالها
قاموا بعمل تمثال نصفي لها في مدريد وبعد المرحلة الأنتقاليه تم تكريمها في المنظمات التي كانت تطالب بمساواه المرأة على الرغم من أن كثير من المعاهد والمدارس والمراكز الثقافيه والجمعيات النسائيه والشوارع والحدائق حملوا اسمها.
وفي عام 1998 قامت سكريتاريه عداله الحزب الأشتراكي الأندلسي بمنح جوائزتحمل اسم كلارا كامبوامور التي كانت تقدم سنويا لواحد من كل محافظه واخري خاصه تمنح للأفراد والجمعيات تهتم بالدفاع عن مساواه المرأة، وبالمثل أقامت مدريد في عام 2006 جائزة تحمل اسمها والتي أول من حصلت عليها المحامية ماريا نيلو.
وفي عام 2006 في الذكري الخامسة والسبعون من منح حق المرأة حق التصويت في إسبانيا شجعت العديد من المجموعات حمله من أجل اعتراف مجلس النواب لمساهمتها ووضع تمثال لها في مرافقها في ذلك العام نفسه قدم الحزب الاشتراكي اقتراح لا للقانون يطلب من حكومة الحزب سياسه المساواة ولابد من أن يكون لديهم مساهمه في سك عمله اليورو، كانت الشخصية النسائية المختارة من أجل الظهور في عملات اليورو المستقبلية هي كلارا كامبوامور من أبرز المؤيدين لمنح المرأة حق التصويت في الجمهورية الثانية.
وأخيرا أعتمد ذلك الاقتراح في 12 من يونيو عام 2007 من قبل مجلس النواب وذلك بدعم الأحزاب البرلمانية فيما عدا حزب pp
وفي عام 2011 في الذكري السنوية ليوم المرأة العالمي، سكت عمله تذكاريه من الفضة ذات قيمه لعشرون يورو والتي تحمل تمثال لكلارا كامبوامور.

## روابط خارجية
- كلارا كامبوامور على موقع IMDb (الإنجليزية)